# I.Kメロン
I.Kメロン（アイケーメロン）は、北海道勇払郡むかわ町（旧：穂別町）に所在する小林農園（小林勇）にて開発された赤肉種のメロン。及び、その商品名。
地域ブランドメロン「穂別メロン」の原種としても有名。

## 概要
メロン生産家・小林勇の手によって種苗開発され、小林2号の父親（原種不明）とアールスフェボリット（母親）の交配により誕生した。果肉は、橙色。皮色は、黄色。ネットタイプのメロン。

## 由来・品種
商品名の由来は、小林勇（Isao Kobayashi）のイニシャル「I.K」より命名。品種名は、小林2号（農林省種苗登録番号 第829号）。

## 産地
主要産地は、北海道むかわ町穂別（旧：穂別町）「穂別メロン」の地域ブランド名で販売。
- 夕張キングメロンとの交配種（夕張IKメロン）
- 三笠メロンIK種
- 石狩IKメロン

などその他地域でも栽培される。

## 歴史
- 小林勇は、北海道夕張市にてメロン栽培と種苗開発の農家を営む。
- 1969年北海道勇払郡穂別町（現：むかわ町穂別）に移住。
- 1971年小林2号の父親（原種不明）とアールスフェボリット（母親）の交配により誕生。
- 1973年栽培・改良を開始。
- 1974年I.Kメロンの原種が誕生し、その系統をI.Kメロンと命名。
- 1983年育成を完了。
- 1985年7月6日小林2号（農林省種苗登録番号 第829号）として種苗登録された。
- その後、品種改良され、現在、4品種（早春・春・夏・盛夏系）で生産・出荷される。